# Podzemna željeznica Almati
Podzemna željeznica Almati sustav je masovnog javnog gradskog prijevoza u gradu Almati u Kazahstanu. Trenutno je u izgradnji. S postojećim kapacitetima (2012. godine), dnevno preveze oko 30.000 putnika. Po završetku cijeli sustav trebao bi imati 3 linije s ukupno 45 km tračnica.

## Linije
| Linija   | Smjer                   | Otvoreno | Dužina  | Stanice |
| -------- | ----------------------- | -------- | ------- | ------- |
| Linija 1 | Rajimbek batir ↔ Alatau | 2011.    | 8,56 km | 7       |
| Ukupno:  | Ukupno:                 | Ukupno:  | 8.56 km | 7       |

## Vanjske poveznice
- Internetske stranice metroa, s fotografijama gradilišta postaja i renderiranim prikazom budućeg izgleda istih